# Поту великий
Поту великий (Nyctibius grandis) — вид дрімлюгоподібних птахів родини потуєвих (Nyctibiidae).

## Поширення
Поту великий поширений в Центральній та Південній Америці. Ареал виду протягується від півдня Мексики до Амазонії та північної Болівії. Також є велика ізольована популяція на південному сході Бразилії.

## Опис
Птах завдовжки 48-60 см, розмах крил 70-80 см. Вага тіла 0,36-0,65 кг. Оперення рябе з домішками білого, сірого, чорного та бордового кольорів. Голова досить велика відносно тіла. Очі також дуже великі, з жовтою райдужною оболонкою. Дзьоб короткий, але дуже широкий. Ротова щілина доходить до вух. На кінчику дзьоб зігнутий.

## Спосіб життя
Вид мешкає у лісах різних типів, трапляється також на плантаціях. У гори піднімається на висоту до 1500 м. Веде нічний спосіб життя, вдень сидить нерухомо на дереві, притулившись тілом до товстої гілки. Вночі чатує з дерев на здобич, живиться комахами, зрідка полює на дрібних кажанів.
Сезон розмноження триває з лютого по серпень. Гніздо будує серед гілок дере на висоті до 12 метрів. Гніздо діаметром 20-30 см. У гнізді одне біле яйце. Інкубація триває приблизно місяць. Через два місяці пташенята стають самостійними.